# För
För eller förskepp betecknar inom nautisk terminologi den främre delen hos fartyg och båtar som går från förstäven till midskeppet. På ömse sidor om förstäven börjar skeppsborden, vars buktande framsidor betecknas bog, särskilt de som vid segling för sidvind och bidevind pressas ned mot vattnet. Vid bogen hänger vanligen även skeppets ankare, då kallat bogankare.